# أليسون وير (صحفية)
أليسون وير (بالإنجليزية: Alison Weir)‏ هي صحفية أمريكية، ولدت في القرن العشرين.

## وصلات خارجية
- الموقع الرسمي